# Vladan Radović
Vladan Radović (Nikšić, 2. jul 1985) je crnogorski košarkaški trener.  Trenutno vodi ekipu ŽKK Budućnost Bemax iz Podgorice.

## Klupska karijera
Trenerskim poslom je počeo da se bavi veoma rano, sa svega dvadetest i jednom godinom u rodnom Nikšiću i tadašnjem klubu Ibon. Radio je sa svim selekcijama mlađih kategorija, a ujedno je u prvom timu pomagao i legendarnom Bošku Đokiću od koga je 'učio zanat'. Imao je priliku da radi sa mladim košarkašima Crne Gore, od kojih su mnogi postali reprezentativci.
2012. godine prelazi u Podgoricu, u istoimeni klub koji je u tom trenutku predstavljao jedan od najvećih projekata u regionu što se tiče rada sa mlađim kategorijama. Narednih šest godina radi sa kadetskom, juniorskom, a poslednje dve sezone predvodi i sa seniorsku ekipu u 2.ligi Crne Gore (najmlađa ekipa u ligi sastavljena od igrača mlađih kategorija). Takođe, obavljao je i funkciju kooridnatior mlađih kategorija.
2019. godine je postavljen na mesto prvog trenera ženskog košarkaškog kluba Budućnost Bemax iz Podgorice. Već u prvoj sezoni ostvaruje istorijski uspeh osvajanjem prvog mesta u regionalnoj WABA ligi. Ujedno, osvaja prvenstvo i nacionalni kup Crne Gore. Te sezone je izabran i za najboljeg trenera u regionalnoj ligi. Naredne sezone osvaja drugo mesto u regionalnoj ligi, a u domaćim takmičenjima ponavlja uspeh i ponovo osvaja 'duplu krunu'.

## Reprezentativna karijera
U dosadašnjoj karijeri Vladan je imao prilike da radi sa reprezentativnim selekcijama kako u muškoj, tako i u ženskoj kategoriji. 2012. i 2014. godine je bio pomoćni trener muške juniorske reprezentacije, dok je u ženskoj konkurenciji predvodio kadetsku reprezentaciju na Evropskom prvenstvu 2019. godine u Bugarskoj.